# 南圣瓦莱里奥
南圣瓦莱里奥是巴西南大河州的一个市镇。总面积107.971平方公里，总人口2635人，人口密度24.4人/平方公里。